# Zara Kramžar
Zara Kramžar (10 januari 2006) is een Sloveens voetbalspeelster. Ze speelt op huurbasis als aanvaller voor FC Como in de Serie A.

## Clubcarrière
Kramžar begon met voetballen op vijfjarige leeftijd bij een gemixte voetbalclub. In januari 2022 tekende ze een profcontract bij ŽNK Ljubljana in de Sloveense Vrouwen League.
Door haar optredens in de hoofdmacht van de club uit de Sloveense hoofdstad wekte ze interesse van meerdere buitenlandse clubs. Op 14 augustus 2022 tekende Kramžar een tweejarig contract bij het Italiaanse AS Roma actief in de Serie A. Kramžar maakte haar debuut voor de club uit Rome op 24 september 2022 door in te vallen voor Andressa Alves in de tweede helft van een met 2-1 gewonnen wedstrijd tegen ACF Fiorentina. Ze was de eerste voetbalster uit 2006 die haar debuut maakte in de Serie A. Kramžar maakte op 29 september 2022 haar debuut in de Champions League in een 4-1 overwinning op AC Sparta Praag in de kwalificatiereeks voor het Champions League seizoen 2023/24. Ze maakte haar eerste doelpunt in Serie A op 14 januari 2023 in een 7-1 overwinning op ACF Fiorentina. In het seizoen 2022/23 hielp ze haar club aan het kampioenschap in de Serie A. Ook was ze actief in het onder 19 team dat voor de vierde maal op rij kampioen werd.
In mei 2023 verlengde Kramžar haar contract bij de club tot medio 2026. In november van hetzelfde jaar won ze een Trofeo Promesa voor het grootste Europese talent tijdens het Europese vrouwenvoetbalgala in Barcelona georganiseerd door El Mundo Deportivo. Tijdens het seizoen 2023/24 won ze opnieuw de titel met AS Roma, evenals de Coppa Italia. Eerder dat seizoen kwam ze met haar club uit in de groepsfase van de Champions League waarin Kramžar in de groepsfase werd uitgeschakeld na een 2-1 nederlaag tegen Ajax. In deze wedstrijd kreeg Kramžar het beslissende doelpunt op haar naam door een voorzet van Sherida Spitse onbedoeld te verlengen.
Op 14 augustus 2024 maakte Kramžar op huurbasis de overstap naar competitiegenoot FC Como waar ze in het seizoen 2024/25 voor uitkwam. In juli 2025 werd ze nogmaals voor een jaar verhuurd aan FC Como.

## Statistieken
| Seizoen | Club    | Land   | Competitie | Wedstrijden | Doelpunten |
| ------- | ------- | ------ | ---------- | ----------- | ---------- |
| 2022/23 | AS Roma | Italië | Serie A    | 12          | 2          |
| 2023/24 | AS Roma | Italië | Serie A    | 7           | 1          |
| 2024/25 | FC Como | Italië | Serie A    | 19          | 6          |
| 2025/26 | FC Como | Italië | Serie A    | 0           | 0          |
| Totaal  | Totaal  | Totaal | Totaal     | 38          | 9          |

Laatste update: 17 juli 2025

## Interlandcarrière
Kramžar kwam als jeugdinternational uit voor Slovenië -17.
Op 12 november 2022 maakte ze haar debuut voor het Sloveense nationale team door in de tweede helft in te vallen van een vriendschappelijke wedstrijd tegen Kosovo. Bij haar debuut kwam ze gelijk tot scoren en hielp ze haar land aan een 3-1 overwinning.